# The Devil Wears Prada (banda)
The Devil Wears Prada (abreviado como TDWP) es una banda metalcore estadounidense de Dayton, Ohio, formada en 2005. En un momento conocida como una banda de metalcore cristiano, está formada por los miembros Mike Hranica (voz, guitarra adicional), Jeremy DePoyster (guitarra rítmica, voz), Kyle Sipress (guitarra principal, coros), Jonathan Gering (teclados, coros) y Giuseppe Capolupo (batería). La banda mantuvo su formación original hasta que el tecladista James Baney dejó la banda.
Hasta la fecha, el grupo ha publicado ocho álbumes de estudio: Dear Love: A Beautiful Discord (2006), Plagues (2007), With Roots Above and Branches Below (2009), Dead Throne (2011), 8:18 (2013), Transit Blues (2016), The Act (2019) y Color Decay (2022).
El nombre de la banda viene de la novela homónima.

## Historia

### 8:18(2013–2015)
El 25 de enero de 2012, Mike Hranica anunció en una entrevista con Noisecreep que la banda estaba trabajando en su quinto álbum de estudio, que sería más oscuro que Dead Throne y líricamente más triste y miserable. Hranica dijo que el guitarrista Chris Rubey tenía un montón de riffs absolutamente implacables y que estaba muy entusiasmado con las partes de teclado en las que habían estado trabajando desde la partida de James Baney, a las que describió como «muy oscuras e intensas». 
El 20 de febrero de 2013, la banda anunció que el guitarrista Chris Rubey no podría hacer la gira con ellos por tener que atender a su hijo recién nacido, por lo que Samuel Penner (de For Today) lo reemplazó temporalmente. Un tiempo después, la banda comenzó a tocar en vivo su nueva canción «Gloom», la cual terminó siendo la primera pista de su quinto álbum. 
Matt Goldman (Underoath, The Chariot) produjo el disco. El grupo adelantó por Facebook el título del álbum, 8:18. El vídeo lírico del primer sencillo, «Martyrs», se lanzó el 30 de julio de 2013 en el sitio web de la revista Rolling Stone y se publicó en YouTube el 31 de julio de 2013. El álbum se lanzó el 17 de septiembre de 2013, mediante el sello Roadrunner Records.

### Cambios de sellos y Transit Blues(2015–2018)
El 7 de marzo de 2015, la banda renunció a Rise Records. Diez días después, anunciaron la partida del guitarrista fundador Chris Rubey y que lanzarán un nuevo EP titulado Space.
La banda también lanzará un vinilo de 7" en el Record Store Day titulado South of the City a través de Atlantic/Roadrunner. El 14 de marzo, la banda se embarcó en una gira por el quinto aniversario de su EP Zombie.
La banda interpretó "Supernova", una canción de Space, y la lanzó el 18 de junio, seguida de otra canción, titulada "Alien", el 4 de agosto. Antes del lanzamiento del EP, Hranica anunció que tenían un nuevo guitarrista llamado Kyle Sipress, ex técnico de guitarras de la banda.
El Space EP en sí fue lanzado el 21 de agosto. El 20 de agosto, la banda estrenó un video musical para la canción de apertura, "Planet A". El 2 de julio de 2016, la banda se separó del baterista Daniel Williams. El 15 de julio de 2016, la banda lanzó una nueva canción junto con un video musical llamado "Daughter". El 18 de julio de 2016, solo un par de días después de lanzar "Daughter", la banda anunció que su nuevo disco Transit Blues se lanzará el 7 de octubre de 2016.

### The Act y ZII(2019–presente)
En 2019, Gering y Capolupo se unieron a la banda como miembros oficiales. Procedieron a unirse a la grabación de su séptimo álbum de estudio The Act, con Gering proporcionando tareas de composición y producción, junto con el productor Sonny DiPerri. El tercer sencillo del álbum, "Chemical", recibió difusión en la radio cristiana, alcanzando el no. 47 en la lista Hot Christian Songs de Billboard.
El 23 de septiembre de 2020, la banda lanzó un episodio de su podcast (The Prada Pod) en el que hablaron sobre la salida del bajista Andy Trick de la banda y su reemplazo: el ex bajista de gira Mason Nagy. El 7 de abril de 2021, se anunciaron el nombre, el arte y la lista de canciones de un nuevo EP, ZII. Una secuela de Zombie de 2010, trata sobre la desesperanza y se inspiró parcialmente en la pandemia de COVID-19.
El 29 de septiembre de 2021, la banda lanzó su primer sencillo posterior a ZII titulado "Sacrifice".

### Color Decayy muerte de Williams (2022–presente)
El 7 de junio de 2022, la banda anunció que su octavo álbum de estudio Color Decay se lanzaría el 16 de septiembre.
El 22 de mayo de 2025, el baterista fundador Daniel Williams falleció en un accidente aéreo privado en San Diego. Una semana antes de su fallecimiento, Williams aceptó un puesto en Apple Inc. tras ocho años trabajando para GoPro. La banda confirmó su fallecimiento ese mismo día en un comunicado: "Sin palabras. Te lo debemos todo. Te amaremos por siempre".

## Nombre de la banda
A pesar de las especulaciones de que la banda nombró a sí mismos después de la película con el mismo título, resultó que se formaron antes de que la película fue lanzada. Han explicado que el nombre de la banda se basa en una mentalidad antimaterialista y deriva de la novela The Devil Wears Prada. A la hora de nombrar la banda, los miembros asumieron que la novela incluía el antimaterialismo como su moral, hasta que descubrieron que la novela no dispone de este como su mensaje en absoluto. A pesar de hacer este error, los miembros de la banda se negaron a cambiar el nombre y decidieron que ellos crearon un nuevo significado tras el título de «The Devil Wears Prada», en los términos de que sea el nombre de la banda.

## Miembros
Actuales
- Mike Hranica: voz gutural (2005–presente)
- Jeremy DePoyster: voz, guitarra rítmica (2005–presente)
- Kyle Sipress: guitarra principal (2015-presente)
- Jonathan Gering: Teclado, Sintetizador, Piano (2019–presente; miembro de gira (2012–2019)
- Giuseppe Capolupo: Batería (2019–presente; miembro de gira (2016–2019)

Anteriores
- James Baney: teclado, sintetizador, piano (2005–2012)
- Chris Rubey: guitarra principal (2005–2015)
- Daniel Williams: batería, percusión (2005–2016, fallecido en 2025)
- Andy Trick: bajo (2005–2019)
- Mason Nagy: bajo (2019–2025); miembro de gira (2018)

## Discografía
Álbumes de estudio
- 2006: Dear Love: A Beautiful Discord
- 2007: Plagues
- 2009: With Roots Above and Branches Below
- 2011: Dead Throne
- 2013: 8:18
- 2016: Transit Blues
- 2019: The Act
- 2022: Color Decay

Álbumes en vivo
- 2012: Dead & Alive

EP
- 2010: Zombie
- 2015: Space
- 2021: ZII

Demos
- 2005: Patterns of a Horizon

## Videografía
- 2006: «Dogs Can Grow Beards All Over»
- 2010: «Hey John, What's Your Name Again?»
- 2010: «HTML Rulez D00d»
- 2009: «Danger: Wildman»
- 2010: «Assistant to the Regional Manager»
- 2011: «Born to Lose»
- 2012: «Dead Throne»
- 2012: «Vengeance»
- 2012: «Mammoth»
- 2013: «Martyrs»
- 2013: «First Sight»
- 2014: «Sailor's Prayer»
- 2014: «War»
- 2015: «Planet A»
- 2016: «Daughter»
- 2016: «To The Key Of Evergreen»
- 2019: «Chemical»
- 2020: «The Thread»
- 2021: «Forlorn»
- 2025: «For You»